# Gare de Boussay - La Bruffière
Gare de Boussay - La Bruffière vasútállomás Franciaországban, Boussay településen.

## Vasútvonalak
Az állomást az alábbi vasútvonalak érintik:
- Clisson-Cholet-vasútvonal

## Kapcsolódó állomások
A vasútállomáshoz az alábbi állomások vannak a legközelebb:
- Gare de Cugand
- Gare de Torfou